# Disney Channel Circle of Stars
Disney Channel Circle of Stars är en musikgrupp skapad av Disney Channel/The Walt Disney Company. Gruppen sjunger och gör remixer på Disney-låtar. De har exempelvis givit ut Disneymania 2, Disneymania 4, DisneyRemixMania, The Lion King Special Edition och Cinderella Platinum Edition Soundtrack.

## Diskografi

### Soundtracks
| År   | Sånger                               | Album            |
| ---- | ------------------------------------ | ---------------- |
| 2004 | "Circle of Life"                     | DisneyMania 2    |
| 2005 | "Circle of Life"                     | DisneyRemixMania |
| 2005 | "A Dream Is a Wish Your Heart Makes" | DisneyMania 4    |

### Singlar
- 2003: "Circle of Life"
- 2005: "A Dream Is a Wish Your Heart Makes"

### Do You Want to Build a Snowman?
20 juli 2014 gjorde bandet en cover på låten "Do You Want to Build a Snowman?" från Frozen.

## Medlemmar

### Circle of Life
- Hilary Duff (Från Lizzie McGuire)
- Raven-Symoné Från That's So Raven)
- Anneliese van der Pol (Från That's So Raven)
- Orlando Brown (Från That's So Raven och The Proud Family)
- Kyla Pratt (Från The Proud Family)
- Tahj Mowry (Från Kim Possible)
- A.J. Trauth (Från Even Stevens)
- Christy Carlson Romano (Från Even Stevens och Kim Possible)

### A Dream Is a Wish Your Heart Makes
- Raven-Symoné (Från That's So Raven) och Kim Possible)
- Anneliese van der Pol (Från That's So Raven)
- Orlando Brown (Från That's So Raven och The Proud Family)
- Kyla Pratt (Från The Proud Family)
- Brenda Song (Från Zack & Codys ljuva hotelliv)
- Cole Sprouse (Från Zack & Codys ljuva hotelliv)
- Dylan Sprouse (Från Zack & Codys ljuva hotelliv)
- Ashley Tisdale (Från Zack & Codys ljuva hotelliv)
- Amy Bruckner (Från Phil of the Future)
- Alyson Michalka (från gruppen Aly & AJ; från Cow Belles och Phil of the Future)
- Ricky Ullman (Från Phil of the Future)

### Nutid
medlemmar  2014
| - Sabrina Carpenter (Från Här är ditt liv, Riley) - Dove Cameron (Från Liv och Maddie) - Olivia Holt (Från Det var inte jag) - Kelli Berglund(Från Lab Rats) - Jake Short(Från Supersjukhuset) - Bradley Steven Perry(Från Lycka till Charlie!) - Kevin Chamberlin(Från Jessie) - Tyrel Jackson Williams(Från Lab Rats) - Austin North(Från Det var inte jag) - Peyton List(Från Jessie) - Grace Phipps(Från Austin & Ally) | - Dylan Riley Snyder (Från Kickin' It) - Jordan Fisher (Från Liv and Maddie ) - Joey Bragg (Från Liv and Maddie) - Tenzing Norgay Trainor (Från Liv and Maddie) - Karan Brar(Från Jessie) - Skai Jackson(Från Jessie) - Rowan Blanchard (Från Här är ditt liv, Riley) - Peyton Clark(Från Det var inte jag) - Leo Howard (Från Kickin' It) - Blake Michael(Från Dog With a Blog) - Sarah Gilman(Från Det var inte jag) - Piper Curda(Från Det var inte jag) - Leigh-Allyn Baker(Från Lycka till Charlie!) |

* Trots att AJ inte var med i någon Disney Channel-serie, så var hon med i Disneyfilmen Cow Belles, tillsammans med sin syster. Hon är också medlem i Aly & AJ. Hon fick dock inte credit för hennes framträdande.